# هالوك مصري
الهالوك المصري أو الهالوك الريحي هو نبات طفيلي من جنس الهالوك وينتشر هذا النوع من الطفيلي أساساً في الشرق الأوسط وجنوب شرق أوروبا وشمال أفريقيا، يصيب نباتات ذوات الفلقتين كنباتات العائلة الباذنجانية مثل الطماطم والتبغ ونباتات عباد الشمس والبطيخ الأحمر والبطيخ الأصفر والبازلاء والفول السوداني ويهاجم أيضاً نباتات العائلة الكرنبية خصوصاً الملفوف وكذلك نباتات عائلة الخيمية و النجمية.